# Az éhezők viadala: Énekesmadarak és kígyók balladája
Az Éhezők viadala: Énekesmadarak és kígyók balladája (eredeti cím: The Hunger Games: The Ballad of Songbirds & Snakes) 2023-as amerikai akciófilm, amelyet Francis Lawrence rendezett, az Énekesmadarak és kígyók balladája című regény alapján. A főbb szerepekben Tom Blyth, Rachel Zegler, Josh Andrés Rivera, Hunter Schafer, Jason Schwartzman, Peter Dinklage és Viola Davis látható.
Amerikai Egyesült Államokban 2023. november 17-én, Magyarországon 2023. november 16-án mutatták be a mozikban.

## Történet
A Panem Akadémia (Panem's Academy) egyik legjobb diákjaként, amely az ország egyik elitiskolája, Snow-t Lucy mentorának választották a 12-es körzetben (a Snow leendő ellenfelének, Katnissnak otthont adó körzet). Miközben Lucyt oktatja, mindketten közel kerülnek egymáshoz, így Snow váratlanul hatalomra kerül, miközben azért küzd, hogy Lucy bármi áron megnyerje az éhezők viadalát.

## Szereplők
| Színész                      | Szereplő                     | Magyar hang         | Leírás |
| ---------------------------- | ---------------------------- | ------------------- | --- |
| Tom Blyth                    | Coriolanus Snow              | L. Nagy Attila      | A közelgő 10. éhezők viadala mentora és Panem leendő elnöke. |
| Dexter Sol Ansell (fiatalon) | Coriolanus Snow              | Tanka Dániel        | A közelgő 10. éhezők viadala mentora és Panem leendő elnöke. |
| Rachel Zegler                | Lucy Gray Baird              | Staub Viktória      | 12. körzet női kiválasztottja, aki kapcsolatban áll Coriolanusszal, és a Covey, egy utazó zenészcsoport tagja.                                                                         |
| Josh Andrés Rivera           | Sejanus Plinth               | Katona Péter Dániel | Snow osztálytársa és barátja, valamint a mentora a 2-es körzetből származó kiválasztottnak. A 2-es körzetből származik, de most a Kapitóliumban él.                                    |
| Viola Davis                  | Dr. Volumnia Gaul            | Kocsis Mariann      | A 10. éhezők viadala játékvezetője, és az a személy, aki a játékokat először is megvalósította.                                                                                        |
| Peter Dinklage               | Casca Highbottom             | Pál András          | Az Akadémia dékánja és az éhezők viadala szellemi szerzője. |
| Jason Schwartzman            | Lucretius "Lucky" Flickerman | Dévai Balázs        | A 10. éhezők viadala első televíziós műsorvezetője. |
| Hunter Schafer               | Tigris Snow                  | Hermányi Mariann    | Coriolanus idősebb unokatestvére és bizalmasa, aki mindenben tanácsot ad neki. A későbbiekben a játékok stylistja lesz, és Katniss Everdeen és a Panem elleni ellenállás szövetségese. |
| Rosa Gotzler (fiatalon)      | Tigris Snow                  | Tanka Natália       | Coriolanus idősebb unokatestvére és bizalmasa, aki mindenben tanácsot ad neki. A későbbiekben a játékok stylistja lesz, és Katniss Everdeen és a Panem elleni ellenállás szövetségese. |
| Fionnula Flanagan            | Nagymadám                    | Halász Aranka       | Coriolanus és Tigris szigorú nagyanyja. |
| Burn Gorman                  | Hoff parancsnok              | Fillár István       | A békefenntartók vezetője a 12. körzetben. |
| Ashley Liao                  | Clemensia Dovecote           | Kádár Kinga         | Snow osztálytársa és barátja, valamint a mentora a 11-es körzetből származó kiválasztottnak.                                                                                           |
| Max Raphael                  | Festus Creed                 | Mechle Christian    | Snow osztálytársa, valamint a mentora a 4-es körzetből származó kiválasztottnak. |
| Zoe Renee                    | Lysistrata Vickers           | Stern Hanna         | Snow osztálytársa, valamint a mentora a 12-es körzetből származó kiválasztottnak, Jessupnak.                                                                                           |
| Aamer Husain                 | Felix Ravinstill             | Szécsi Bence        | Snow osztálytársa, valamint a mentora a 11-es körzetből származó kiválasztottnak. |
| Lilly Cooper                 | Arachne Crane                | Gubik Petra         | Snow osztálytársa, valamint a mentora a 12-es körzetből származó kiválasztottnak. |
| Nick Benson                  | Jessup                       | Rohonyi Barnabás    | A 12. körzet férfi kiválasztottja. |
| Sofia Sanchez                | Wovey                        | Hegedűs Johanna     | A 8. körzet női kiválasztottja. |
| Dakota Shapiro               | Billy Taupe                  | Kuttner Bálint      | Lucy Gray korábbi szerelme. |
| Isobel Jesper Jones          | Mayfair Lipp                 | Nagy Blanka         | A 12. kerület polgármesterének lánya és Lucy Gray riválisa. Taupe új barátnője. |
| George Somner                | Spruce                       | Pásztor Dániel      | A 12. körzet lázadó polgár. |
| Mackenzie Lansing            | Coral                        | Veszelovszki Janka  | A 4. körzet női kiválasztottja. |
| Cooper Dillon                | Mizzen                       | Kazári András       | A 4. körzet férfi kiválasztottja. |
| Hiroki Berrecloth            | Treech                       | Ujvári Bors         | A 7. körzet férfi kiválasztottja. |
| Kjell Brutscheidt            | Tanner                       | Kretz Boldizsár     | A 10. körzet férfi kiválasztottja. |
| Vaughan Reilly               | Maude Ivory                  | Csarkó Bettina      | Lucy Gray utazó zenészcsoportjának tagja. |

### Magyar változat
- Magyar szöveg: Farkas Veronika fordításának felhasználásával Gáspár Bence
- Hangmérnök: Tóth Péter Ákos
- Vágó: Sári-Szemerédi Gabriella
- Gyártásvezető: Cabello-Colini Borbála
- Szinkronrendező: Báthory Orsolya
- Produkciós vezető: Hagen Péter

A szinkron a Mafilm Audio Kft.-ben készült el.

## A film készítése
2011 augusztusában a Lionsgate vezérigazgatója, Jon Feltheimer érdeklődését fejezte ki Az éhezők viadala filmsorozat spin-offjai iránt, és szándékában állt egy írói szobát létrehozni a koncepció feltárására.
2019 júniusában Joe Drake, a Lionsgate Motion Picture Group elnöke bejelentette, hogy a cég Suzanne Collins írónővel együtt dolgozik az Énekesmadarak és kígyók balladája című regény adaptációjával kapcsolatban. 2020 áprilisára Collins és a Lionsgate megerősítette, hogy a film fejlesztésének tervei folyamatban vannak. Később Francis Lawrence-t igazolták le a rendezői posztra. A forgatókönyvet Collins, Michael Arndt és Michael Lesslie írta, a producerek pedig Lawrence mellett Nina Jacobson és Brad Simpson voltak. A könyv hossza miatt aggódó Lawrence rövid ideig fontolgatta, hogy két részre osztja a filmet, de elállt ettől a döntéstől.

### Forgatás
A forgatás 2022. július 11-én kezdődött a Wrocławban, és 2022. november 5-én fejeződött be a Berlinben. A forgatási helyszínek között szerepelt a Népek csatájának emlékműve és a Centenáriumi Csarnok is, ez utóbbi kupolabelsője a film poszterén is látható volt.